# PSMB4
PSMB4 (англ. Proteasome subunit beta 4) – білок, який кодується однойменним геном, розташованим у людей на короткому плечі 1-ї хромосоми. Довжина поліпептидного ланцюга білка становить 264 амінокислот, а молекулярна маса — 29 204.
| 10         |  | 20         |  | 30         |  | 40         |  | 50         |
| ---------- |  | ---------- |  | ---------- |  | ---------- |  | ---------- |
| MEAFLGSRSG |  | LWAGGPAPGQ |  | FYRIPSTPDS |  | FMDPASALYR |  | GPITRTQNPM |
| VTGTSVLGVK |  | FEGGVVIAAD |  | MLGSYGSLAR |  | FRNISRIMRV |  | NNSTMLGASG |
| DYADFQYLKQ |  | VLGQMVIDEE |  | LLGDGHSYSP |  | RAIHSWLTRA |  | MYSRRSKMNP |
| LWNTMVIGGY |  | ADGESFLGYV |  | DMLGVAYEAP |  | SLATGYGAYL |  | AQPLLREVLE |
| KQPVLSQTEA |  | RDLVERCMRV |  | LYYRDARSYN |  | RFQIATVTEK |  | GVEIEGPLST |
| ETNWDIAHMI |  | SGFE       |  |            |  |            |  |            |

A: Аланін

C: Цистеїн

D: Аспарагінова кислота

E: Глутамінова кислота

F: Фенілаланін

G: Гліцин

H: Гістидин

I: Ізолейцин

K: Лізин

L: Лейцин

M: Метіонін

N: Аспарагін

P: Пролін

Q: Глутамін

R: Аргінін

S: Серин

T: Треонін

V: Валін

W: Триптофан

Кодований геном білок за функціями належить до гідролаз, протеаз, треонінових протеаз, фосфопротеїнів. 
Задіяний у такому біологічному процесі як взаємодія хазяїн-вірус. 
Локалізований у цитоплазмі, ядрі.